# Aaron Heading
Aaron John Heading (King's Lynn, 21 de mayo de 1987) es un deportista británico que compite en tiro, en la modalidad de tiro al plato.
Ganó dos medallas en el Campeonato Mundial de Tiro, en los años 2018 y 2022, y una medalla de plata en el Campeonato Europeo de Tiro de 2019. En los Juegos Europeos de Minsk 2019 obtuvo una medalla de bronce en la prueba de foso.

## Palmarés internacional
| Campeonato Mundial | Campeonato Mundial       | Campeonato Mundial | Campeonato Mundial |
| Año                | Lugar                    | Medalla            | Prueba             |
| ------------------ | ------------------------ | ------------------ | ------------------ |
| 2018               | Changwon (Corea del Sur) | Medalla de bronce  | Foso mixto         |
| 2022               | Osijek (Croacia)         | Medalla de oro     | Foso por equipo    |
| Juegos Europeos    |                          |                    |                    |
| Año                | Lugar                    | Medalla            | Prueba             |
| 2019               | Minsk (Bielorrusia)      | Medalla de bronce  | Foso               |
| Campeonato Europeo |                          |                    |                    |
| Año                | Lugar                    | Medalla            | Prueba             |
| 2019               | Lonato (Italia)          | Medalla de plata   | Foso               |